# Džibutsko na Letních olympijských hrách 2008
Džibutsko se zúčastnilo Letní olympiády 2008 ve dvou sportech. Zastupovali jej dva sportovci.

## Atletika
| Atlet/ka            | Disciplína | Rozběh   | Rozběh | Čtvrtfinále  | Čtvrtfinále  | Semifinále   | Semifinále   | Finále       | Finále       |
| Atlet/ka            | Disciplína | Výsledek | Pořadí | Výsledek     | Pořadí       | Výsledek     | Pořadí       | Výsledek     | Pořadí       |
| ------------------- | ---------- | -------- | ------ | ------------ | ------------ | ------------ | ------------ | ------------ | ------------ |
| Mahamound Farah     | 1500 m     | 3:43.62  | 9      | Nepostoupil  | Nepostoupil  | Nepostoupil  | Nepostoupil  | Nepostoupil  | Nepostoupil  |
| Fathia Ali Bourrale | 100 m      | 14.29    | 8      | Nepostoupila | Nepostoupila | Nepostoupila | Nepostoupila | Nepostoupila | Nepostoupila |